# Michal Bílek
Michal Bílek (* 13. April 1965 in Prag) ist ein ehemaliger tschechischer Fußballspieler und derzeitiger -trainer.

## Spielerkarriere
Michal Bílek begann mit dem Fußballspielen bei Sparta Prag. Ab der Saison 1982/83 wurde er in der Ersten Mannschaft eingesetzt. Während der Saison 1983/84 wechselte er zu RH Cheb, um dort seinen Wehrdienst abzuleisten. Anfang 1986 kehrte er zu Sparta zurück und etablierte sich dort als Stammspieler. Nach zehn Toren in 26 Spielen in der Saison 1989/90 wurde er vom spanischen Erstligisten Betis Sevilla verpflichtet. Betis stieg als Tabellenletzter ab, Bílek blieb noch ein Jahr. 1992/93 spielte er wieder bei Sparta, wechselte aber nach nur einem Jahr zu Viktoria Žižkov. Dort konnte er in vier Spielzeiten wieder an seine alte Form anknüpfen und wechselte 1997 wieder zu Sparta, blieb aber nur kurze Zeit. Zur Saison 1997/98 ging Bílek zum FK Teplice, wo er Stammspieler war und bis 2000 in 76 Spielen elf Tore erzielte. Die Saison 2000/01 begann der inzwischen 35-jährige Bílek in der 7. Liga beim Prager Verein Háje Jižní Město, musste aber nach wenigen Monaten aufgrund einer schweren Knieverletzung seine Karriere beenden.

### Nationalmannschaft
Michal Bílek debütierte in der tschechoslowakischen Nationalmannschaft am 27. Oktober 1987 beim 3:1 gegen Polen in Bratislava. 1990 nahm er an der Fußball-Weltmeisterschaft in Italien teil. Sein 35. und letztes Länderspiel, schon für die Nationalmannschaft Tschechiens, absolvierte Bílek am 29. März 1995 gegen Belarus in Ostrava.

### Erfolge
- Tschechoslowakischer Meister: 1987, 1988, 1989, 1993
- Tschechoslowakischer Pokalsieger: 1988 und 1989
- Tschechischer Pokalsieger: 1993 und 1994

Individuell:
- Tschechoslowakischer Fußballer des Jahres 1989

## Trainerkarriere
Seine Trainerkarriere begann Bílek in der Saison 2000/01, als am er 20. Spieltag die Mannschaft des FK Teplice für den entlassenen Petr Rada übernahm. 2001/02 trainierte er CS Cartaginés auf Costa Rica. 2002/03 war er Trainer der tschechischen U-19-Auswahl. Von 2003 bis 2006 trainierte Bílek Chmel Blšany. Von Juli bis September 2006 war Bílek Trainer des FC Viktoria Pilsen. Von September 2006 bis Mai 2008 trainierte Bílek Sparta Prag.
In der Saison 2008/09 trainierte Bílek den slowakischen Erstligisten MFK Ružomberok. Im Juli 2009 wurde er Co-Trainer bei der tschechischen Nationalmannschaft
Im Oktober 2009 wurde er Trainer der tschechischen Nationalmannschaft, nachdem sich Ivan Hašek aus der Trainerposition zurückzog, um sich ausschließlich der Funktion des Verbandspräsidenten zu widmen. Am 11. September 2013 trat er aufgrund der verpassten Qualifikation zur Weltmeisterschaft 2014 in Brasilien als Nationaltrainer zurück.

### Erfolge
- Tschechischer Meister 2006/07 mit Sparta Prag
- Tschechischer Pokalsieger 2006/07 mit Sparta Prag
- 3. Platz U-19-Fußball-Europameisterschaft 2003 in Liechtenstein

### Sonstiges
Er ist der Onkel des in der polnischen Ekstraklasa bei Zagłębie Lubin spielenden Profis Jiří Bílek.